# Бортуик-Джексон, Кэмерон
Кэ́мерон Джейк Бо́ртуик-Дже́ксон (англ. Cameron Jake Borthwick-Jackson; родился 2 февраля 1997 года, Манчестер) — английский футболист, защитник клуба «Шлёнск». Воспитанник футбольной академии «Манчестер Юнайтед».

## Клубная карьера
Кэмерон выступал за Академию «Манчестер Юнайтед» с шестилетнего возраста. 16 сентября 2013 года 16-летний Бортуик-Джексон дебютировал за резервистов «Манчестер Юнайтед» в игре против «Болтон Уондерерс», выйдя на замену Тому Лоуренсу. В сезоне 2013/14 выступал, в основном, за команду «Манчестер Юнайтед» до 18 лет, сыграв 18 матчей в чемпионате и ещё 2 — в Молодёжном кубке Англии. 29 апреля 2014 года в последнем туре Премьер-лиги для игроков до 18 лет отметился забитым мячом в ворота «Сток Сити».
В июле 2014 года Бортуик-Джексон помог «Юнайтед» выиграть Молочный кубок, сыграв во всех пяти матчах турнира и забив гол в игре против шотландского клуба «Патрик Тистл» и победный гол в финале в ворота французского клуба «Вандея».
В сезоне 2014/15 сыграл в 28 из 29 матчей Премьер-лиги для игроков до 18 лет и забил гол в матче против «Блэкберн Роверс» 31 января 2015 года.
В сезоне 2014/15 был переведён в резервный состав «Манчестер Юнайтед». 7 ноября 2015 года дебютировал в основном составе «Манчестер Юнайтед» в матче Премьер-лиги против «Вест Бромвич Альбион», выйдя на замену Маркосу Рохо.
22 августа 2016 года перешёл в клуб «Вулверхэмптон Уондерерс» на правах аренды до окончания сезона 2016/17.

## Карьера в сборной
Выступал за национальные сборные Англии до 16, до 17, до 19 и до 20 лет.

## Статистика выступлений
| Клуб                             | Сезон            | Лига | Лига | Кубок Англии | Кубок Англии | Кубок лиги | Кубок лиги | Еврокубки | Еврокубки | Прочие | Прочие | Итого | Итого |
| Клуб                             | Сезон            | Игры | Голы | Игры         | Голы         | Игры       | Голы       | Игры      | Голы      | Игры   | Голы   | Игры  | Голы  |
| -------------------------------- | ---------------- | ---- | ---- | ------------ | ------------ | ---------- | ---------- | --------- | --------- | ------ | ------ | ----- | ----- |
| Манчестер Юнайтед                | 2015/16          | 10   | 0    | 3            | 0            | 0          | 0          | 1         | 0         | 0      | 0      | 14    | 0     |
| Манчестер Юнайтед                | Итого            | 10   | 0    | 3            | 0            | 0          | 0          | 1         | 0         | 0      | 0      | 14    | 0     |
| Вулверхэмптон Уондерерс (аренда) | 2016/17          | 6    | 0    | 0            | 0            | 1          | 0          | 0         | 0         | 0      | 0      | 7     | 0     |
| Вулверхэмптон Уондерерс (аренда) | Итого            | 6    | 0    | 0            | 0            | 1          | 0          | 0         | 0         | 0      | 0      | 7     | 0     |
| Всего за карьеру                 | Всего за карьеру | 16   | 0    | 3            | 0            | 1          | 0          | 1         | 0         | 0      | 0      | 21    | 0     |